# جوزف گرین (بازیکن فوتبال)
جوزف گرین (انگلیسی: Joseph Green؛ 29 October 1870 – ۱۹۴۰ (۶۹−۷۰ سال)) بازیکن فوتبال بود.